# 가녀린 그녀
가녀린 그녀(いたいけな彼女 いたいけなかのじょ[*])는 ZERO 사가 2003년에 출시한 에로게이다. 팀 아카시아가 2007년 9월 2일에 한글화 패치를 발표했다.

## 소개
《가녀린 그녀》의 여주인공은 학교에서 따돌림을 당하는 소심한 성격의 나나세 호노카 단 한 명뿐이며, 게임에서 보이스가 있는 캐릭터 역시 호노카뿐이다. 이야기는 주인공 아키요시 타쿠미가 친구들과의 내기에 진 벌로 호노카와 일주일 간 사귀게 되면서 시작한다. 플레이어는 각 선택지에서 호노카를 도와 어려움을 이겨나갈지 아니면 그녀가 주인공에게 호감을 가진 것을 이용해 더더욱 괴롭히고 불행에 빠뜨릴지를 결정할 수 있으며, 그에 따라 게임은 크게 순애 루트와 능욕 루트로 갈라진다.

## 등장인물
아키요시 타쿠미(秋吉拓巳)
주인공. 혼자 살고 있으며 만사에 그다지 관심이 없다.
나나세 호노카(七瀬ほのか)
여주인공으로 타쿠미와 같은 반. 주로 여학생들에게 괴롭힘을 당하고 있다.
오가타 히로유키(緒方寛之)
타쿠미의 같은 반 친구.
이와타 요스케(岩田洋介)
타쿠미의 같은 반 친구.
사쿠라기 케이(桜木恵)
타쿠미와 같은 반의 여학생으로, 집단 따돌림의 주동자.
이이지마 아키코(飯島亜紀子)
타쿠미와 같은 반의 여학생으로, 사쿠라기 패거리의 멤버.

## 줄거리
이카요시 타쿠미는 부모가 별거하여 지난 10년동안 혼자(초기에는 가정부와 함께) 살고 있었다. 이야기가 시작하는 시점에서 타쿠미의 아버지는 외국으로 전근을 가게 되며, 타쿠미에게 함께 갈 것을 제안한다. 그는 아버지의 말에 대한 상념에 멍하니 잠겨 있다가 오가타, 이와타와의 내기에서 져서, 반에서 따돌림당하고 있는 나나세 호노카와 일주일간 사귄다는 벌칙을 수행하게 된다. (여기까지 프롤로그의 내용.) 이야기의 본편은 6월 30일 월요일, 타쿠미의 등교 장면으로 시작한다. 주인공이 자신과 진지하게 사귀고 있다고 착각하는 나나세는 그와 함께 등교하기 위해 열심히 따라가다가 넘어지며, 플레이어는 이 시점에서 "도와준다"와 "무시한다" 중 하나를 선택할 수 있다. 이 게임의 대부분의 선택지는 이와 같이 명확히 알 수 있는 것들로, '도와준다' 계열의 선택지를 계속 선택해가면 순애루트, '무시한다'(혹은 '괴롭힌다') 계열의 선택지를 계속 선택하면 능욕루트로 진입하게 된다. 같은 순애/능욕루트 내에서도 사소한 선택지의 선택에 따라 구체적인 내용 전개는 아래와 약간 다를 수 있다.
주인공은 학교에서 오전 수업을 받은 뒤 점심시간동안 옥상에 가는데, 나나세가 따라와서 도시락을 만들어왔으니 먹어보라고 제안한다. 이후에도 점심 시간마다 여주인공이 만들어 온 도시락을 건네주는 경우가 여러 차례 있는데, 순애루트의 주인공은 대체로 이 도시락을 먹으며 능욕루트의 경우에는 대부분 (때로는 여주인공의 눈앞에서) 버린다. 수업이 끝난 뒤 주인공은 청소를 하던 여학생들(사쿠라기와 이이지마 등)이 장난삼아 나나세에게 물을 끼얹는 것을 보고 행해지고 있는 따돌림의 정도를 실감한다. 다음날인 7월 1일, 사쿠라기 등은 체육시간에 앞서 나나세의 교복과 속옷을 숨기며, 이로 인해 나나세는 브래지어를 착용하지 않은 상태로 체육 수업을 받게 된다. 이로 인해 예전부터 그녀에게 흑심을 품고 있던 체육 교사 무라타의 관심을 끌어, 수업 중에 다른 학생들도 눈치챌 정도의 성희롱을 당하게 된다. 순애루트의 경우 나나세는 주인공의 간접적인 도움으로 무라타에게서 풀려나고 교복을 되찾게 되나, 능욕루트에서는 무시당한다. (이 뒤에 묘사된 각 상황에서, 순애루트의 경우 주인공이 조금씩 나나세를 직접적으로 돕게 되며, 능욕루트의 경우 단순히 무시당하는 것이 아니라 주인공에 의해 점차 심하게 괴롭힘당한다.)
7월 2일 여주인공은 사쿠라기 등에 의해 강력 테이프로 치마의 뒤쪽이 등에 붙여져서 반 학생들 전부에게 팬티를 노출시키며, 화장실로 끌려가 얼굴로 변기를 닦는다. (이날 하교 중에 나나세와 이야기하던 중 주인공은 내용 중 처음으로 강한 두통을 느낀다. 이는 앞으로도 자주 일어나는 일이다.) 3일에는 또다시 교복과 속옷이 숨겨지고 체육 수업을 받던 중 무라타에게 성희롱을 당한다. (이날 수업이 끝난 뒤 주인공은 무라타가 체육창고에 있는 나나세를 훔쳐보는 것을 목격한다.) 4일은 등교 중 길거리의 개에게 덮쳐지며, 5일은 어린 아이들에게 희롱당한다. 토요일인 이날 주인공은 나나세와 처음으로 서점에서 데이트한다. 6일은 한번 마주치는 것을 제외하면 큰 전개가 없다. 7일 사쿠라기와 오가타 등이 나나세의 옷 안에 실험용 개구리와 도마뱀 등을 집어넣으며, 주인공은 그 안에 손을 넣어서 이를 꺼내준다. 이날 오후 나나세는 자신이 무엇을 어떻게 결정해야 할지 알 수 없기 때문에 누군가의 명령을 받는 쪽이 편하다고 말하며, 이야기 끝에 앞으로는 타쿠미의 명령만을 따르기로 결정한다. 이날 밤 타쿠미는 꿈에서 아주 오래전의 일을 떠올리는데, 아버지가 어린 타쿠미가 거의 혼자 사는 것을 걱정해서 가정부를 모집하던 기억이다. (이후로도 한동안 밤마다 두통과 함께 가정부 시즈카에 대한 기억이 하나하나 떠오른다.)
8일 주인공은 나나세에게 화장실에 가지 말 것을 명령한다. 순애루트의 경우 나나세가 참을 수 없게 될 무렵에 이 명령을 풀어주나, 능욕루트에서는 풀어주지 않아 나나세가 오줌을 싸게 된다. 이날 주인공의 작전에 넘어간 무라타가 체육창고에서 나나세를 강간하려 하는데, 주인공은 그 모습을 협박 용으로 쓰기 위해 도촬한다. 순애루트의 경우 강간이 시작되기 전에, 능욕루트의 경우 삽입과 거의 동시에 주인공의 도움으로 풀려나게 된다. 이 직후에 주인공과 여주인공은 최초로 성관계를 갖고, 그 뒤로 이때까지 서로를 성으로 부르고 있었던 둘은 '타쿠미'와 '호노카'라는 이름을 사용하기 시작한다. 9일, 어제의 사건으로 인해 무라타는 교사직을 사임한다. (대략 이 무렵부터 순애루트와 능욕루트의 내용전개가 큰 차이를 보이는데, 아래의 내용은 특별한 언급이 없으면 순애루트의 내용이다.) 10일 호노카는 수영복을 바꿔치기당해 자신의 사이즈보다 훨씬 작은 것을 입고 수영 수업을 받는다. 11일 오가타는 타쿠미에게 자기가 아는 선배들이 돈을 내고 호노카와 성관계를 하려 한다며 '비즈니스'를 제안하지만 순애루트의 경우 타쿠미는 이를 거절한다. 이날 타쿠미는 호노카가 현재 같이 살고 있는 유일한 가족인 작은 이모 에미코를 처음으로 만나서, 호노카의 과거와 가정환경에 대해 듣는다. 12일과 13일은 영화관과 여름 축제 등에서 즐겁게 데이트한다.
14일, 학교에서 낮잠을 자던 타쿠미는 시즈카에 대한 모든 진실을 기억해낸다. 시즈카는 예전에 사귀다가 자신을 떠났던 남자(오가와)의 구애를 거절하다가 칼에 찔리며, 타쿠미는 그 남자를 죽이고 거의 죽어가던 시즈카의 목숨까지 끊었으나, 당시의 어린 타쿠미가 범인이라는 것은 밝혀지지 않고 그때의 충격으로 기억을 잃었던 것이었다. 꿈에서 깨어난 타쿠미는 이와타의 이야기를 듣고 사용하지 않는 교실로 가는데, 그곳에는 칼을 든 오가타와 3명의 선배 및 사쿠라기와 이이지마, 그리고 호노카가 있었다. 그곳에 있던 사람들은 호노카에게 타쿠미가 지금까지 그녀를 사귄 것을 벌칙게임 때문이었을 뿐이라고 밝힌다. 그리고 오가타의 선배들은 호노카를 강간하기 시작하는데, 여기에서 타쿠미는 오가타의 칼을 빼앗고 선배들을 공격하여 상황을 종결시키고, 선배들이 도망간 뒤 오가타와 이와타에게 사쿠라기와 이이지마를 강간할 것을 명령한다. 호노카는 달아나고, 일시적으로 타쿠미와 호노카가 헤어진다.
16일 타쿠미는 호노카의 집 앞에서 자신이 내일 외국으로 이사간다는 것과 처음에는 장난으로 시작했지만 결국 호노카를 진심으로 좋아하게 되었음을 고백한다. 마지막 날인 7월 17일, 둘의 관계가 회복되며 타쿠미는 일본에서 호노카와 계속 살아가기로 결정한다. 그는 학교를 그만두고 아버지의 도움 없이 운송업 일자리를 구해, 호노카와 동거하면서 살아간다. (호노카는 계속 학교에 다닌다.) 순애루트의 이야기는 에필로그로 둘이 시즈카의 묘를 참배하고, 그 앞에서 성관계를 갖는 것으로 끝난다.
능욕 루트의 결말은 '해외'와 '국내'로 나뉜다. 양쪽 모두 타쿠미가 학생들에게 돈을 받고 호노카와 성관계를 갖도록 하고 이것이 발전해 학교의 교장과 교감이 교장실에서 호노카와 관계하는 것을 도촬해 이를 미끼로 협박해 수백만 엔을 뜯어내는 것까지는 동일하다. 해외 결말의 경우 그 이후 타쿠미는 호노카를 데리고 아버지와 함께 외국으로 나가서 아버지의 사교 관계를 통해 쌓은 인맥을 활용, 호노카를 중심으로 하는 큰 매춘 클럽을 운영하여 많은 돈을 버는 것으로 끝난다. 국내 결말의 경우 외국에 나가지 않고 일본 국내에서 여러 가지 일을 하다가 운이 닿아 호노카를 중심으로 정치인들이 많이 찾는 큰 매춘 클럽을 운영하여 많은 돈을 버는 것으로 끝난다.

### 배드엔딩
순애루트: 7월 9일날 옥상에서 "역시 먹지 않는다"를 선택하고 그 뒤로도 부정적인 선택지를 고르며 진행하면 길거리에서 주인공이 호노카를 원망하는 것과 같은 말투로 "내가 나쁜게 아니야!"라고 말하는 무라타에게 칼에 찔려 죽는 엔딩. 7월 10일에 수영장에서 "무시한다" 선택하면 아무 일 없이 그냥 주인공이 이사가는 엔딩. 7월 11일부터 계속(총 3회) "축제에 가지 않는다"를 선택하고 14일에 "공원에 간다"를 선택하면 호노카가 공원에서 이와타의 선배들에게 강간당하고 나중에 주인공도 약속을 어긴 것에 대해 에미코에게 원망받은 뒤 같은 공원에서 위의 "역시 먹지 않는다" 엔딩에 비해 "동네에 누가 소문을 냈는지 변태로 불리고 있다고!"라며 자신의 상황을 보다 자세히 설명하는 무라타에게 칼에 찔려 죽는 엔딩. 바로 위와 같이 진행해서 14일에 "호노카의 집에 간다"를 선택하면 호노카의 상황이 잘 설명되지 않고 공원으로 가던 중에 길에서 "네, 네가 나쁜 거야!"라고 말하는 무라타에게 칼에 찔려 죽는 엔딩. (여기에서 무라타는 자신이 나쁘지 않다는 말은 하지 않음.) 2회 "축제에 가지 않는다"를 선택하고 11일 밤에 "축제에 간다"를 선택한 뒤 축제에서 "무시한다"를 선택하면 스토리상 애초에 축제에 가지 않은 것으로 처리돼 위의 두 엔딩 중 하나로 넘어감. (이는 원판 혹은 한글 패치의 버그로 추정된다.) 순애루트 기본 진행의 마지막 선택지(16일)에서 "단념하지 않고 이름을 계속 부른다"를 선택하면 "호노카"라는 단어에 대해 트라우마가 생긴 채로 출국하는 엔딩.
능욕루트: 10일 "단순한 애완견이라고 생각해"를 선택하고 "뒤쫓지 않는다"를 고르면 호노카에게 차인 뒤 상점가에서 무라타에게 칼에 찔려 죽는 엔딩. 15일 "너 같은 건 싫어"를 선택하면 외국에 나가서 계속 호노카의 환상을 보는 엔딩. (능욕루트로는 7일 정도까지만 진행해도 위의 둘을 제외하면 그 뒤로 무엇을 선택하든 기본 능욕 엔딩으로 간다.)